# Corneilla-del-Vercol
Pour les articles homonymes, voir Corneilla.
Corneilla-del-Vercol  est une commune française située dans l'est du département des Pyrénées-Orientales, en région Occitanie. Sur le plan historique et culturel, la commune est dans le Roussillon, une ancienne province du royaume de France, qui a existé de 1659 jusqu'en 1790 et qui recouvrait les trois vigueries du Roussillon, du Conflent et de Cerdagne.
Exposée à un climat méditerranéen, elle est drainée par l'Agouille de la Mer. La commune possède un patrimoine naturel remarquable composé d'une zone naturelle d'intérêt écologique, faunistique et floristique.
Corneilla-del-Vercol est une commune urbaine qui compte 2 679 habitants en 2022, après avoir connu une forte hausse de la population depuis 1962. Elle est dans l'agglomération de Saint-Cyprien et fait partie de l'aire d'attraction de Perpignan. Ses habitants sont appelés les Corneillanais ou  Corneillanaises.

## Géographie

### Localisation
La commune de Corneilla-del-Vercol se trouve dans le département des Pyrénées-Orientales, en région Occitanie.
Elle se situe à 9 km à vol d'oiseau de Perpignan, préfecture du département, à 22 km de Céret, sous-préfecture, et à 3 km d'Elne, bureau centralisateur du canton de la Plaine d'Illibéris dont dépend la commune depuis 2015 pour les élections départementales.
La commune fait en outre partie du bassin de vie de Saint-Cyprien.
Les communes les plus proches sont : 
Théza (1,6 km), Montescot (2,3 km), Alénya (3,0 km), Elne (3,1 km), Villeneuve-de-la-Raho (3,1 km), Saleilles (3,3 km), Saint-Cyprien (4,6 km), Latour-Bas-Elne (4,6 km).
Sur le plan historique et culturel, Corneilla-del-Vercol fait partie de l'ancienne province du royaume de France, le Roussillon, qui a existé de 1659 jusqu'à la création du département des Pyrénées-Orientales en 1790 et qui recouvrait les trois vigueries du Roussillon, du Conflent et de Cerdagne.

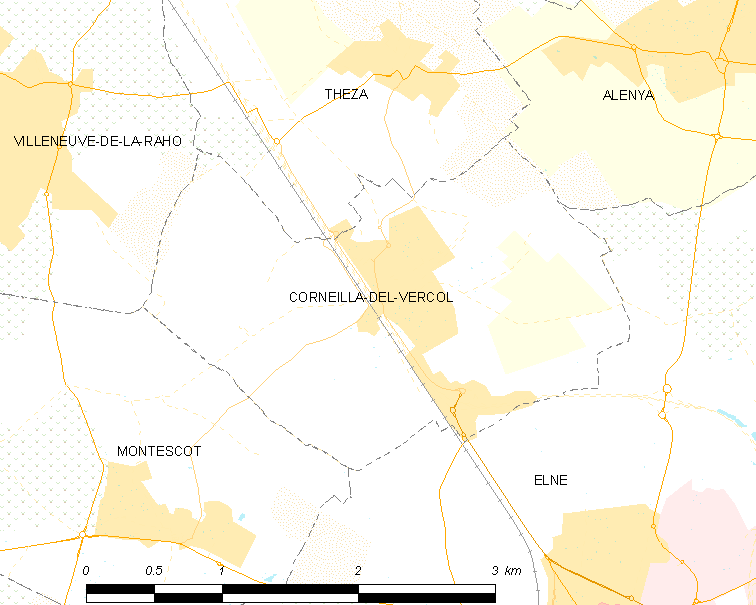
Situation de la commune de Corneilla-la-Rivière.

|                       | Théza                | Alénya |
| Villeneuve-de-la-Raho | Corneilla-del-Vercol |        |
| Montescot             |                      | Elne   |

### Géologie et relief
La superficie de la commune est de 543 hectares. L'altitude de Corneilla-del-Vercol varie entre 9 mètres et 28 mètres.
La commune est classée en zone de sismicité 3, correspondant à une sismicité modérée.

### Climat
Pour des articles plus généraux, voir Climat de l'Occitanie et Climat des Pyrénées-Orientales.
En 2010, le climat de la commune est de type climat méditerranéen franc, selon une étude du CNRS s'appuyant sur une série de données couvrant la période 1971-2000. En 2020, Météo-France publie une typologie des climats de la France métropolitaine dans laquelle la commune est exposée à un climat méditerranéen et est dans la région climatique Provence, Languedoc-Roussillon, caractérisée par une pluviométrie faible en été, un très bon ensoleillement (2 600 h/an), un été chaud (21,5 °C), un air très sec en été, sec en toutes saisons, des vents forts (fréquence de 40 à 50 % de vents > 5 m/s) et peu de brouillards.
Pour la période 1971-2000, la température annuelle moyenne est de 15,1 °C, avec une amplitude thermique annuelle de 15,5 °C. Le cumul annuel moyen de précipitations est de 603 mm, avec 5 jours de précipitations en janvier et 2,4 jours en juillet. Pour la période 1991-2020, la température moyenne annuelle observée sur la station météorologique la plus proche, située sur la commune de Perpignan à 9 km à vol d'oiseau, est de 16,0 °C et le cumul annuel moyen de précipitations est de 578,3 mm,. Pour l'avenir, les paramètres climatiques de la commune estimés pour 2050 selon différents scénarios d’émission de gaz à effet de serre sont consultables sur un site dédié publié par Météo-France en novembre 2022.

### Milieux naturels et biodiversité

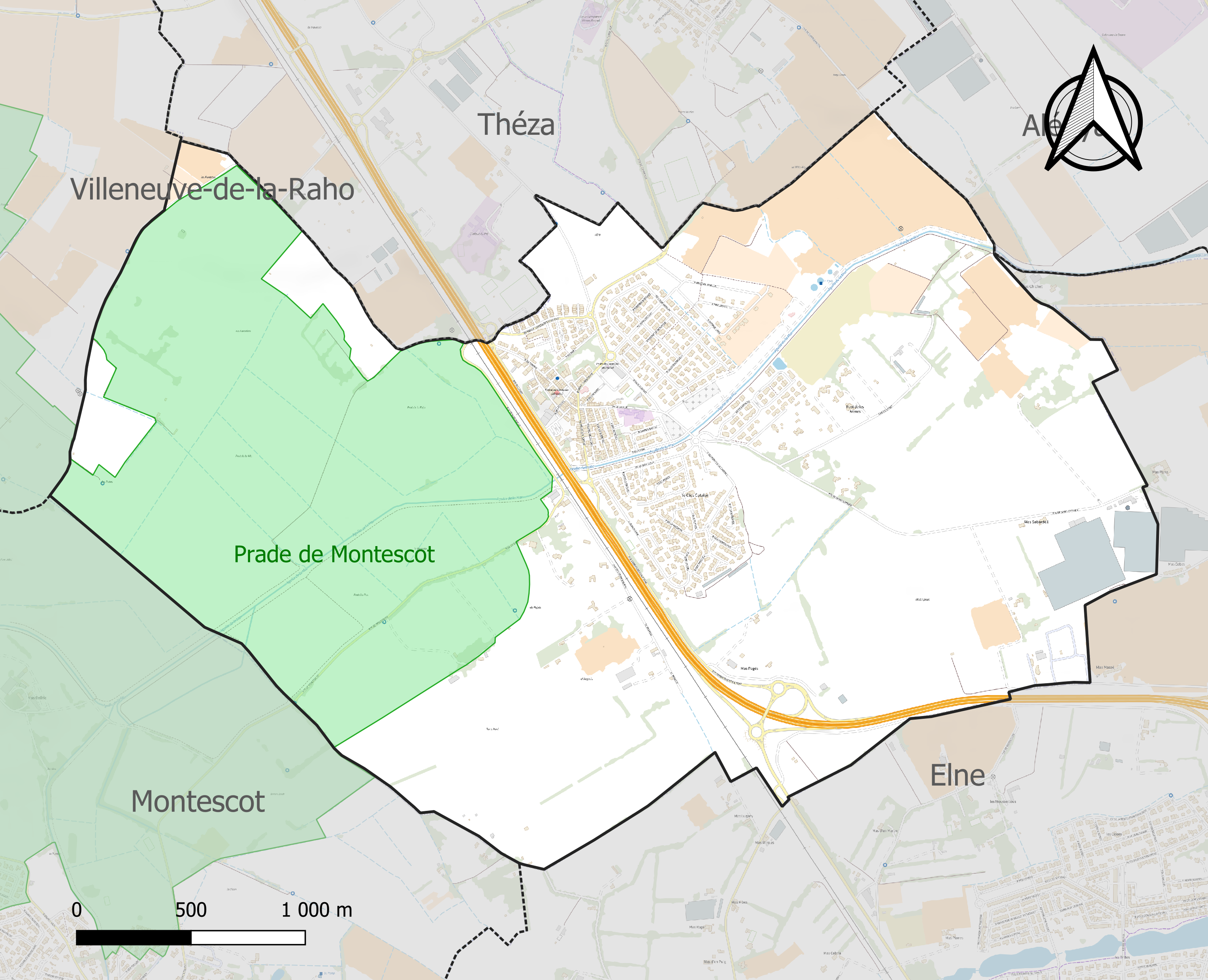
Carte de la ZNIEFF de type 1 localisée sur la commune.

L’inventaire des zones naturelles d'intérêt écologique, faunistique et floristique (ZNIEFF) a pour objectif de réaliser une couverture des zones les plus intéressantes sur le plan écologique, essentiellement dans la perspective d’améliorer la connaissance du patrimoine naturel national et de fournir aux différents décideurs un outil d’aide à la prise en compte de l’environnement dans l’aménagement du territoire.
Une ZNIEFF de type 1 est recensée sur la commune :
la « Prade de Montescot » (456 ha), couvrant 3 communes du département.

## Urbanisme

### Typologie
Au 1er janvier 2024, Corneilla-del-Vercol est catégorisée ceinture urbaine, selon la nouvelle grille communale de densité à sept niveaux définie par l'Insee en 2022.
Elle appartient à l'unité urbaine de Saint-Cyprien, une agglomération intra-départementale regroupant quatorze  communes, dont elle est une commune de la banlieue,,. Par ailleurs la commune fait partie de l'aire d'attraction de Perpignan, dont elle est une commune de la couronne,. Cette aire, qui regroupe 118 communes, est catégorisée dans les aires de 200 000 à moins de 700 000 habitants,.

### Occupation des sols
L'occupation des sols de la commune, telle qu'elle ressort de la base de données européenne d’occupation biophysique des sols Corine Land Cover (CLC), est marquée par l'importance des territoires agricoles (82,8 % en 2018), en diminution par rapport à 1990 (92,9 %). La répartition détaillée en 2018 est la suivante : 
prairies (40,9 %), zones agricoles hétérogènes (28,3 %), zones urbanisées (17,2 %), terres arables (9,5 %), cultures permanentes (4,1 %). L'évolution de l’occupation des sols de la commune et de ses infrastructures peut être observée sur les différentes représentations cartographiques du territoire : la carte de Cassini (XVIIIe siècle), la carte d'état-major (1820-1866) et les cartes ou photos aériennes de l'IGN pour la période actuelle (1950 à aujourd'hui).

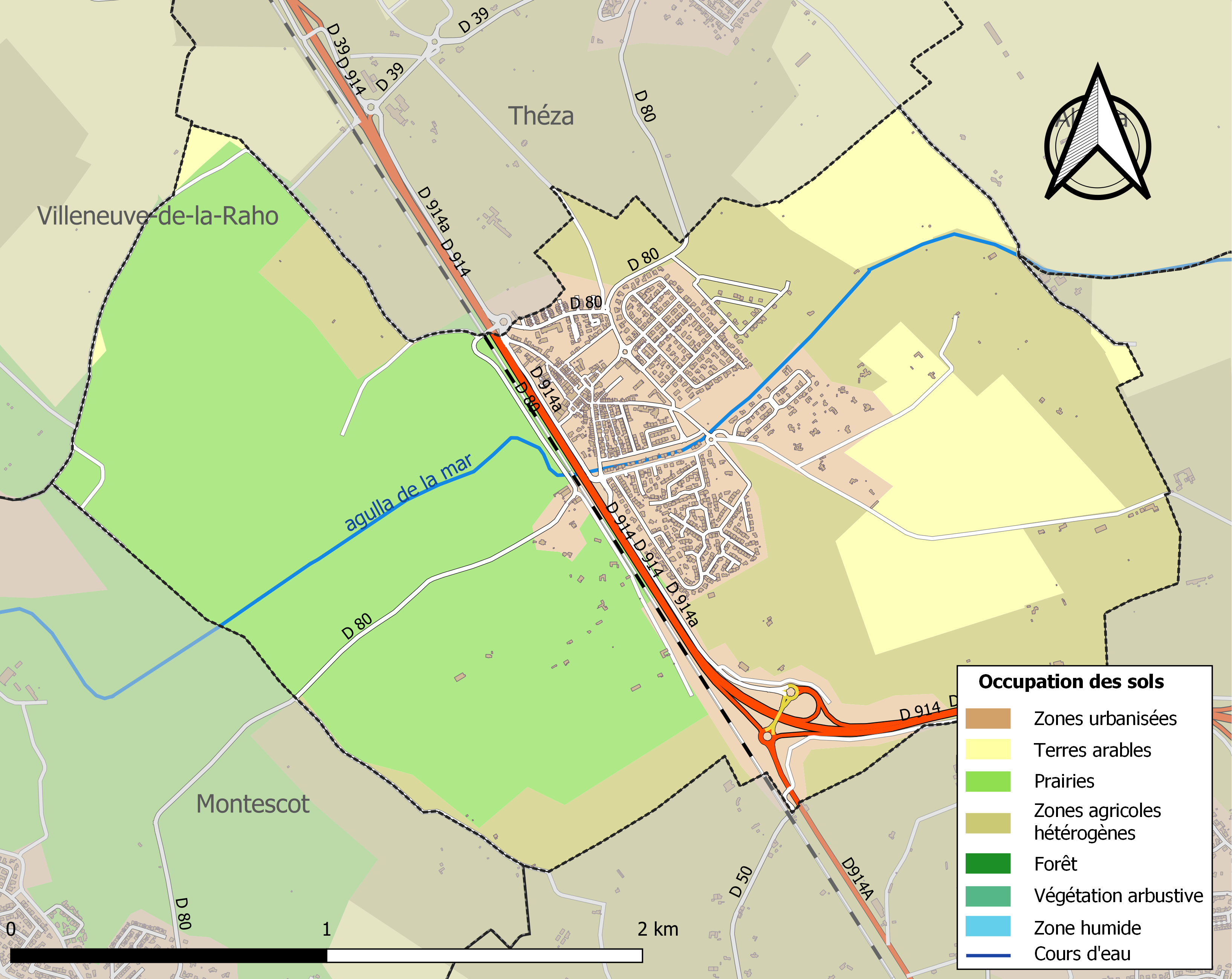
Carte des infrastructures et de l'occupation des sols de la commune en 2018 (CLC).

### Voies de communication et transports
La ligne 574 du réseau régional liO relie la commune à la gare de Perpignan depuis Latour-Bas-Elne.

### Risques majeurs
Le territoire de la commune de Corneilla-del-Vercol est vulnérable à différents aléas naturels : inondations, climatiques (grand froid ou canicule), mouvements de terrains et séisme (sismicité modérée). Il est également exposé à un risque technologique,  le transport de matières dangereuses,.

#### Risques naturels
Certaines parties du territoire communal sont susceptibles d’être affectées par le risque d’inondation par crue torrentielle de cours d'eau du bassin du Réart. La commune fait partie du territoire à risques importants d'inondation (TRI) de Perpignan-Saint-Cyprien, regroupant 43 communes du bassin de vie de l'agglomération perpignanaise, un des 31 TRI qui ont été arrêtés le 12 décembre 2012 sur le bassin Rhône-Méditerranée. Des cartes des surfaces inondables ont été établies pour trois scénarios : fréquent (crue de temps de retour de 10 ans à 30 ans), moyen (temps de retour de 100 ans à 300 ans) et extrême (temps de retour de l'ordre de 1 000 ans, qui met en défaut tout système de protection),.
Les mouvements de terrains susceptibles de se produire sur la commune sont liés au retrait-gonflement des argiles. Une cartographie nationale de l'aléa retrait-gonflement des argiles permet de connaître les sols argileux ou marneux susceptibles vis-à-vis de ce phénomène.

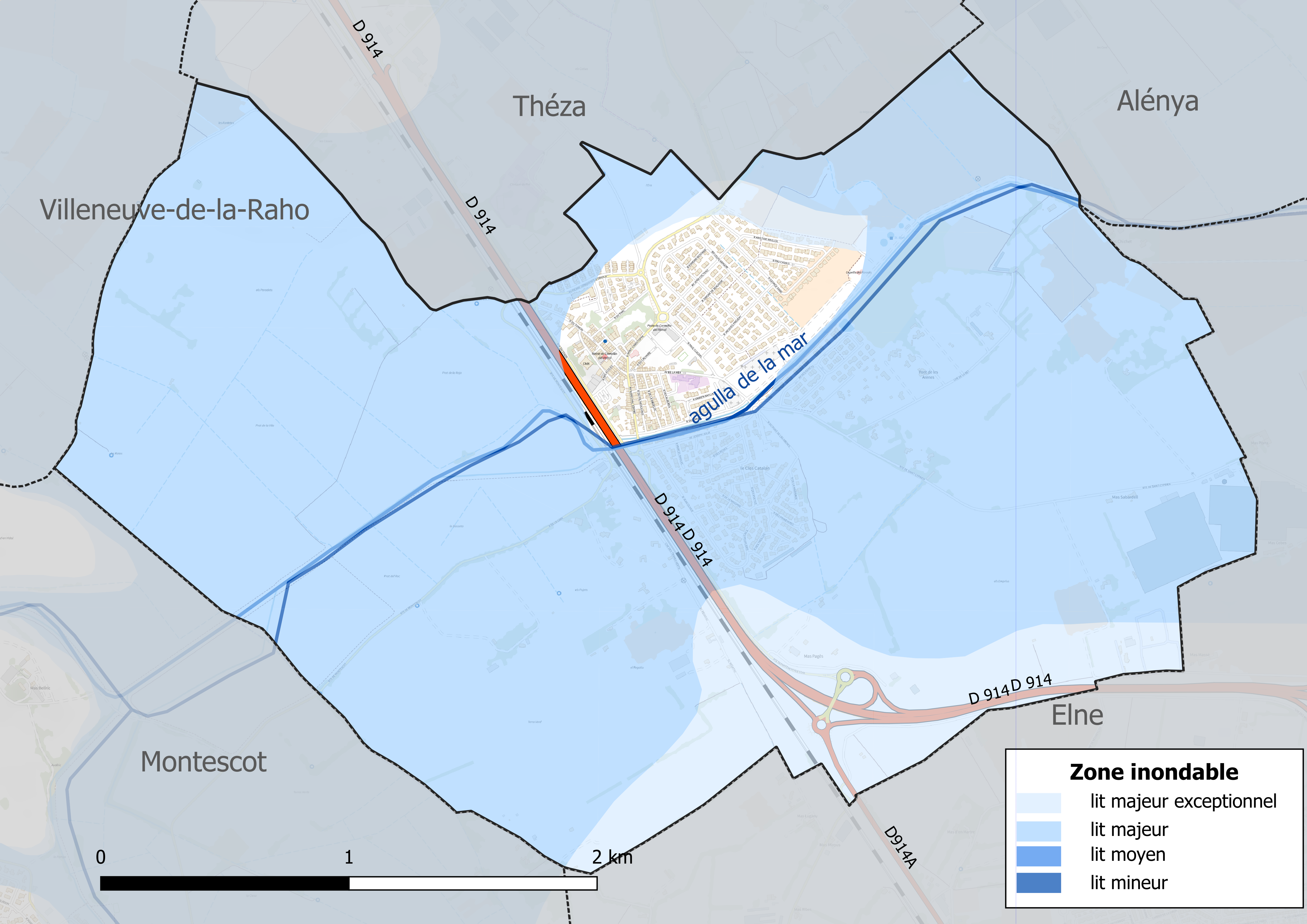
Carte des zones inondables.
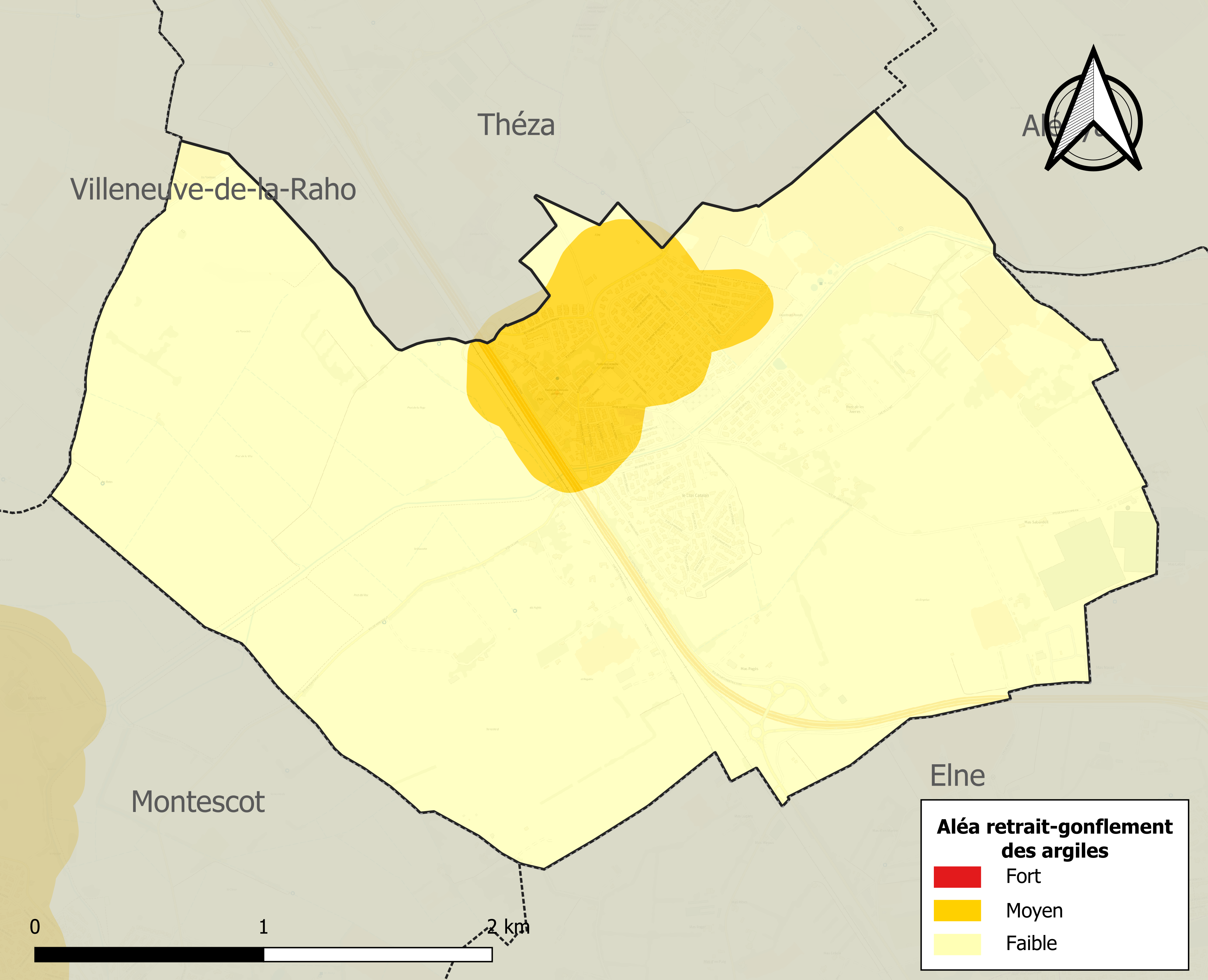
Carte des zones d'aléa retrait-gonflement des argiles.

#### Risques technologiques
Le risque de transport de matières dangereuses sur la commune est lié à sa traversée par une route à fort trafic et une ligne de chemin de fer. Un accident se produisant sur de telles infrastructures est en effet susceptible d’avoir des effets graves au bâti ou aux personnes jusqu’à 350 m, selon la nature du matériau transporté. Des dispositions d’urbanisme peuvent être préconisées en conséquence.
Dans le département des Pyrénées-Orientales, on dénombre sept grands barrages susceptibles d’occasionner des dégâts en cas de rupture. La commune fait partie des 66 communes susceptibles d’être touchées par l’onde de submersion consécutive à la rupture d’un de ces barrages.

## Toponymie
En catalan, le nom de la commune est Cornellà del Bèrcol.
Elle est vraisemblablement située sur l'emplacement d'une « villa » romaine (villa Corneliani) traversée dans l'antiquité par la Via de carles, dont l'appellation subsiste de nos jours sous le nom du Chemin de Charlemagne. Certains auteurs disent qu'il s'agit de l'ancien trajet de la voie herculéenne et de la via Domitia. Ce chemin traversait au voisinage de la villa une forêt, dite forêt de Bercale : d'ou le nom de Bércol.

## Politique et administration

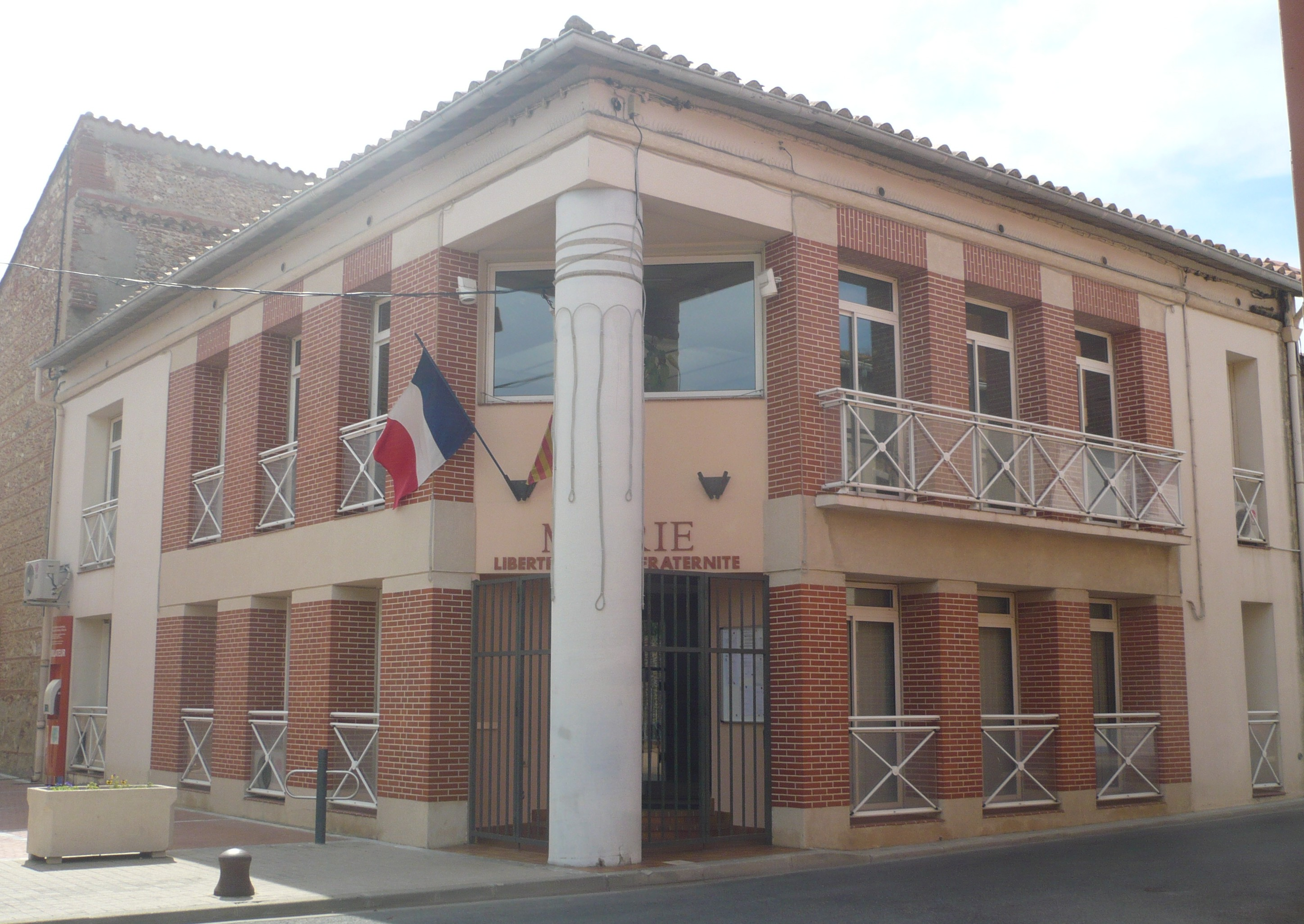
La mairie.

### Canton
En 1790, la commune de Corneilla-del-Vercol est incluse dans le canton d'Elne, puis rejoint en 1801 le canton de Perpignan-Est, avant de revenir en 1982 au canton d'Elne,.
À compter des élections départementales de 2015, la commune rejoint le nouveau canton de la Plaine d'Illibéris.

### Liste des maires
| Période                                  | Période     | Identité         | Étiquette | Qualité                                                                                    |
| ---------------------------------------- | ----------- | ---------------- | --------- | ------------------------------------------------------------------------------------------ |
| ?                                        | ?           | Raphaël Vigier   |           | Ingénieur puis industriel                                                                  |
| Les données manquantes sont à compléter. |             |                  |           |                                                                                            |
| mars 1989                                | 25 mai 2020 | Marcel Amouroux, | DVD       | Professeur d'université retraité, maire honoraire                                          |
| 25 mai 2020                              | En cours    | Christophe Manas | SE        | Joueur et entraîneur de rugby à XV 3e vice-président de la CC Sud Roussillon (depuis 2020) |

## Population et société

### Démographie ancienne
La population est exprimée en nombre de feux (f) ou d'habitants (H).
| 1365 | 1378 | 1470 | 1515 | 1553 | 1709 | 1720 | 1730 | 1767 |
| ---- | ---- | ---- | ---- | ---- | ---- | ---- | ---- | ---- |
| 26 f | 5 f  | 7 f  | 6 f  | 5 f  | 27 f | 22 f | 20 f | 92 H |

| 1774 | 1789 | - | - | - | - | - | - | - |
| ---- | ---- | - | - | - | - | - | - | - |
| 20 f | 21 f | - | - | - | - | - | - | - |

### Démographie contemporaine
L'évolution du nombre d'habitants est connue à travers les recensements de la population effectués dans la commune depuis 1793. Pour les communes de moins de 10 000 habitants, une enquête de recensement portant sur toute la population est réalisée tous les cinq ans, les populations de référence des années intermédiaires étant quant à elles estimées par interpolation ou extrapolation. Pour la commune, le premier recensement exhaustif entrant dans le cadre du nouveau dispositif a été réalisé en 2006.

En 2022, la commune comptait 2 679 habitants, en évolution de +20,03 % par rapport à 2016 (Pyrénées-Orientales : +3,92 %, France hors Mayotte : +2,11 %).
| 1793 | 1800 | 1806 | 1821 | 1831 | 1836 | 1841 | 1846 | 1851 |
| ---- | ---- | ---- | ---- | ---- | ---- | ---- | ---- | ---- |
| 87   | 82   | 117  | 136  | 153  | 190  | 224  | 300  | 293  |

| 1856 | 1861 | 1866 | 1872 | 1876 | 1881 | 1886 | 1891 | 1896 |
| ---- | ---- | ---- | ---- | ---- | ---- | ---- | ---- | ---- |
| 274  | 240  | 297  | 274  | 293  | 344  | 401  | 470  | 479  |

| 1901 | 1906 | 1911 | 1921 | 1926 | 1931 | 1936 | 1946 | 1954 |
| ---- | ---- | ---- | ---- | ---- | ---- | ---- | ---- | ---- |
| 518  | 509  | 475  | 491  | 501  | 583  | 565  | 488  | 508  |

| 1962 | 1968 | 1975 | 1982 | 1990  | 1999  | 2006  | 2011  | 2016  |
| ---- | ---- | ---- | ---- | ----- | ----- | ----- | ----- | ----- |
| 539  | 633  | 756  | 965  | 1 450 | 1 505 | 1 938 | 2 198 | 2 232 |

| 2021  | 2022  | - | - | - | - | - | - | - |
| ----- | ----- | - | - | - | - | - | - | - |
| 2 561 | 2 679 | - | - | - | - | - | - | - |

| selon la population municipale des années : | 1968 | 1975 | 1982 | 1990 | 1999 | 2006 | 2009 | 2013 |
| Rang de la commune dans le département      | 77   | 68   | 63   | 58   | 58   | 53   | 51   | 51   |
| Nombre de communes du département           | 232  | 217  | 220  | 225  | 226  | 226  | 226  | 226  |

### Manifestations culturelles et festivités
- Fête patronale : 10 juillet[41].

## Économie

### Revenus
En 2018, la commune compte 932 ménages fiscaux, regroupant 2 252 personnes. La médiane du revenu disponible par unité de consommation est de 20 290 € (19 350 € dans le département). 44 % des ménages fiscaux sont imposés (42,1 % dans le département).

### Emploi
|                | 2008   | 2013   | 2018   |
| -------------- | ------ | ------ | ------ |
| Commune        | 10,7 % | 11,3 % | 12,5 % |
| Département    | 10,3 % | 12,9 % | 13,3 % |
| France entière | 8,3 %  | 10 %   | 10 %   |

En 2018, la population âgée de 15 à 64 ans s'élève à 1 438 personnes, parmi lesquelles on compte 76,6 % d'actifs (64,1 % ayant un emploi et 12,5 % de chômeurs) et 23,4 % d'inactifs,. En  2018, le taux de chômage communal (au sens du recensement) des 15-64 ans est inférieur à celui du département, mais supérieur à celui de la France, alors qu'en 2008 il était supérieur à celui du département.
La commune fait partie de la couronne de l'aire d'attraction de Perpignan, du fait qu'au moins 15 % des actifs travaillent dans le pôle,. Elle compte 237 emplois en 2018, contre 211 en 2013 et 179 en 2008. Le nombre d'actifs ayant un emploi résidant dans la commune est de 935, soit un indicateur de concentration d'emploi de 25,4 % et un taux d'activité parmi les 15 ans ou plus de 59,5 %.
Sur ces 935 actifs de 15 ans ou plus ayant un emploi, 151 travaillent dans la commune, soit 16 % des habitants. Pour se rendre au travail, 90,3 % des habitants utilisent un véhicule personnel ou de fonction à quatre roues, 1,1 % les transports en commun, 5,1 % s'y rendent en deux-roues, à vélo ou à pied et 3,6 % n'ont pas besoin de transport (travail au domicile).

### Activités hors agriculture

#### Secteurs d'activités
172 établissements sont implantés  à Corneilla-del-Vercol au 31 décembre 2019. Le tableau ci-dessous en détaille le nombre par secteur d'activité et compare les ratios avec ceux du département,.
| Secteur d'activité                                                                                        | Commune | Commune | Département |
| Secteur d'activité                                                                                        | Nombre  | %       | %           |
| --- | ------- | ------- | ----------- |
| Ensemble                                                                                                  | 172     | 100 %   | (100 %)     |
| Industrie manufacturière, industries extractives et autres                                                | 38      | 22,1 %  | (8,7 %)     |
| Construction                                                                                              | 24      | 14 %    | (14,3 %)    |
| Commerce de gros et de détail, transports, hébergement et restauration                                    | 41      | 23,8 %  | (30,5 %)    |
| Information et communication                                                                              | 3       | 1,7 %   | (1,9 %)     |
| Activités financières et d'assurance                                                                      | 2       | 1,2 %   | (3 %)       |
| Activités immobilières                                                                                    | 12      | 7 %     | (6,2 %)     |
| Activités spécialisées, scientifiques et techniques et activités de services administratifs et de soutien | 20      | 11,6 %  | (13 %)      |
| Administration publique, enseignement, santé humaine et action sociale                                    | 18      | 10,5 %  | (13,9 %)    |
| Autres activités de services                                                                              | 14      | 8,1 %   | (8,5 %)     |

Le secteur du commerce de gros et de détail, des transports, de l'hébergement et de la restauration est prépondérant sur la commune puisqu'il représente 23,8 % du nombre total d'établissements de la commune (41 sur les 172 entreprises implantées  à Corneilla-del-Vercol), contre 30,5 % au niveau départemental.

#### Entreprises et commerces
Les cinq entreprises ayant leur siège social sur le territoire communal qui génèrent le plus de chiffre d'affaires en 2020 sont : 
- Sud Cogelec, production d'électricité (1 772 k€)
- Jonqueres D'oriola Vignobles, commerce de gros (commerce interentreprises) de boissons (1 662 k€)
- Solaire Canterrane, production d'électricité (1 583 k€)
- Solaire B, production d'électricité (1 280 k€)
- Solaire Perpignan, production d'électricité (1 264 k€)

### Revenus de la population et fiscalité
En 2010, le revenu fiscal médian par ménage était de 28 549 €.

### Agriculture
|               | 1988 | 2000 | 2010 | 2020 |
| ------------- | ---- | ---- | ---- | ---- |
| Exploitations | 32   | 14   | 10   | 9    |
| SAU (ha)      | 434  | 388  | 262  | 427  |

La commune est dans la « plaine du Roussillon », une petite région agricole occupant la bande côtière et une grande partie centrale du département des Pyrénées-Orientales. En 2020, l'orientation technico-économique de l'agriculture  sur la commune est la polyculture et/ou le polyélevage. Neuf exploitations agricoles ayant leur siège dans la commune sont dénombrées lors du recensement agricole de 2020 (32 en 1988). La superficie agricole utilisée est de 427 ha,,.

## Culture locale et patrimoine

### Monuments et lieux touristiques
- Église Saint-Christophe, construite en 1884 sur l'emplacement de l'ancienne église romane ;
- Château des XIVe et XVe siècles ;
- Chapelle Notre-Dame-du-Paradis, d'origine romane et entièrement remaniée au XIXe siècle.

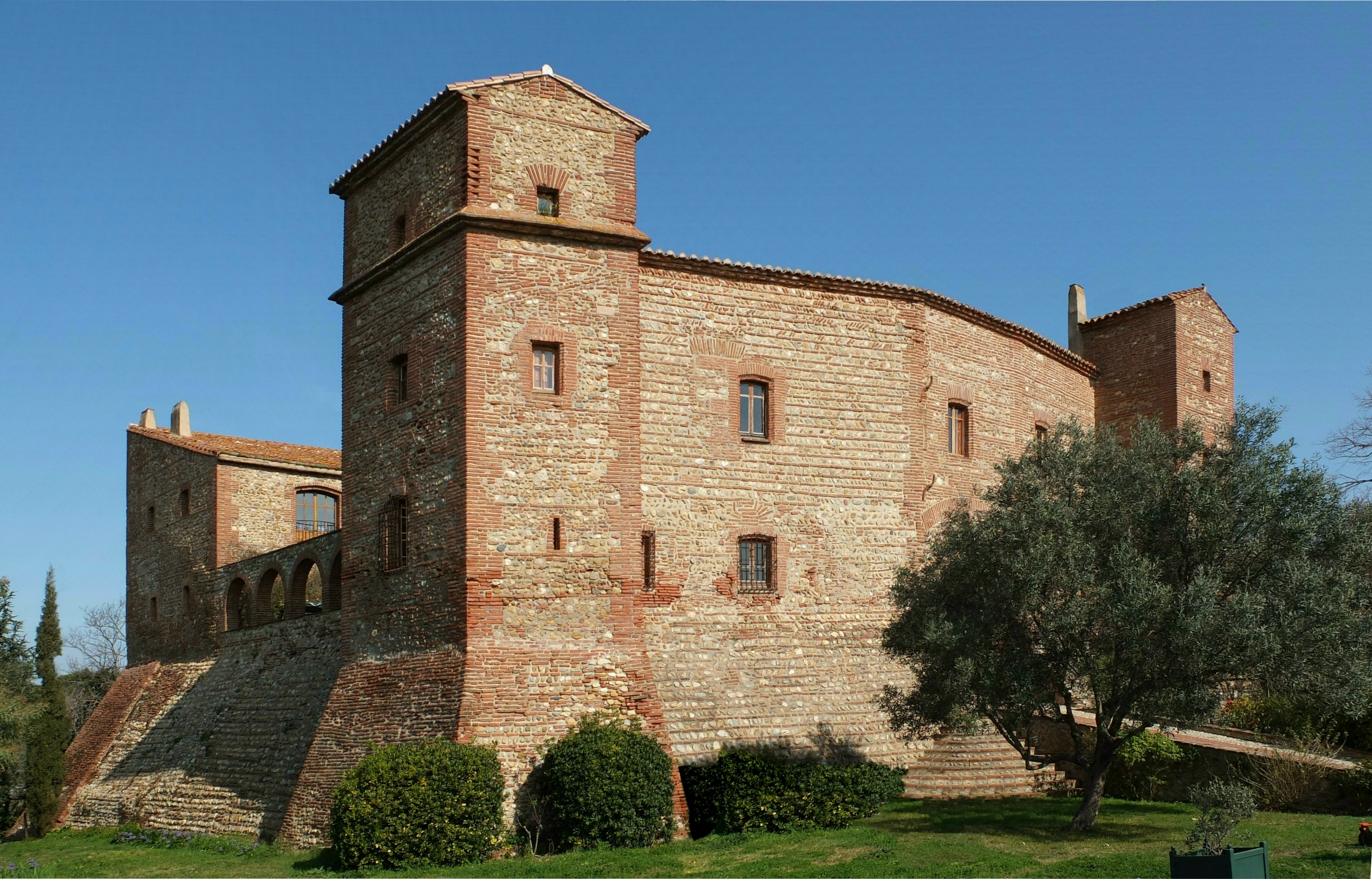
Façade sud du château.
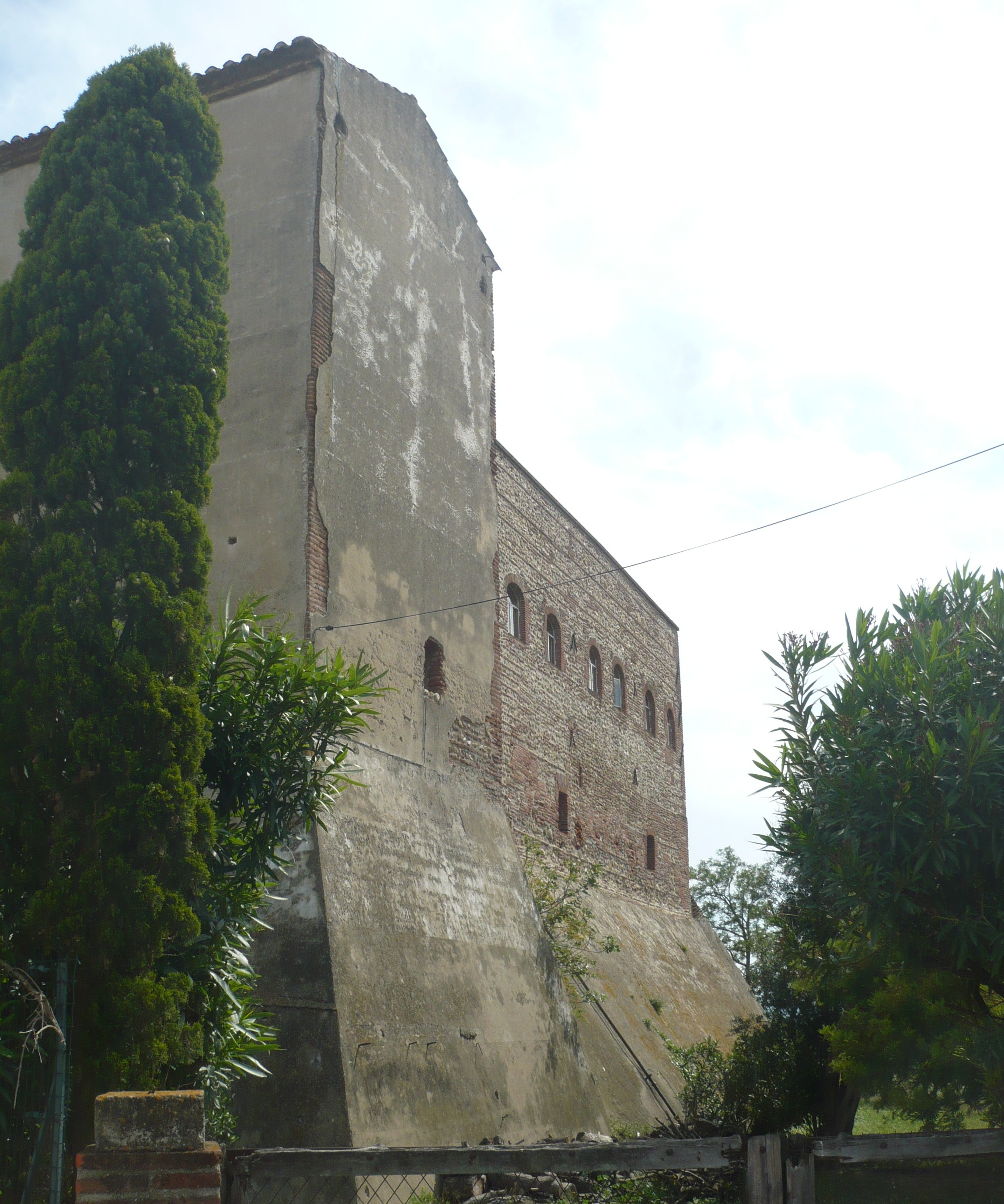
Façade nord-ouest du château.
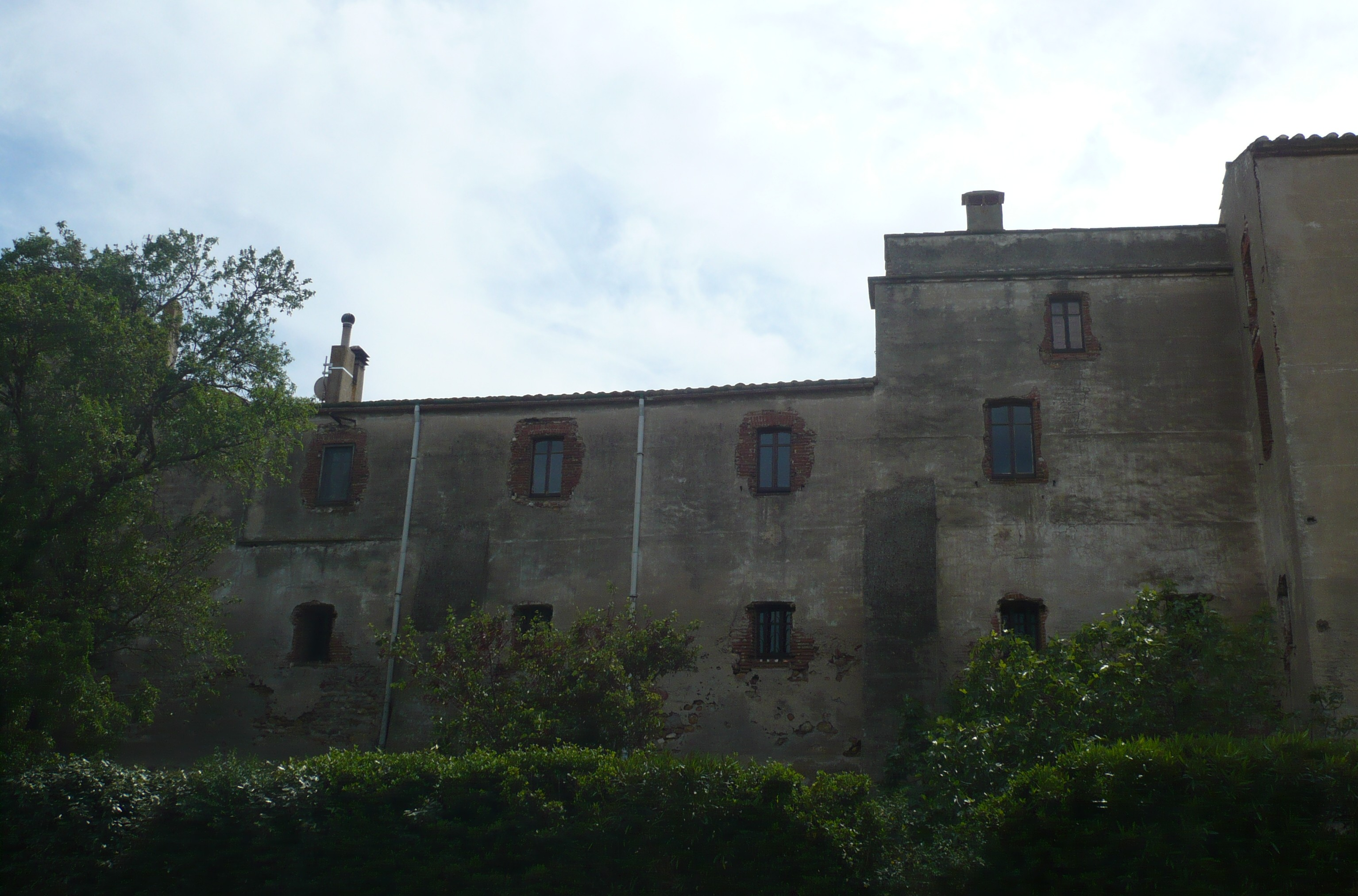
Façade nord-est du château.
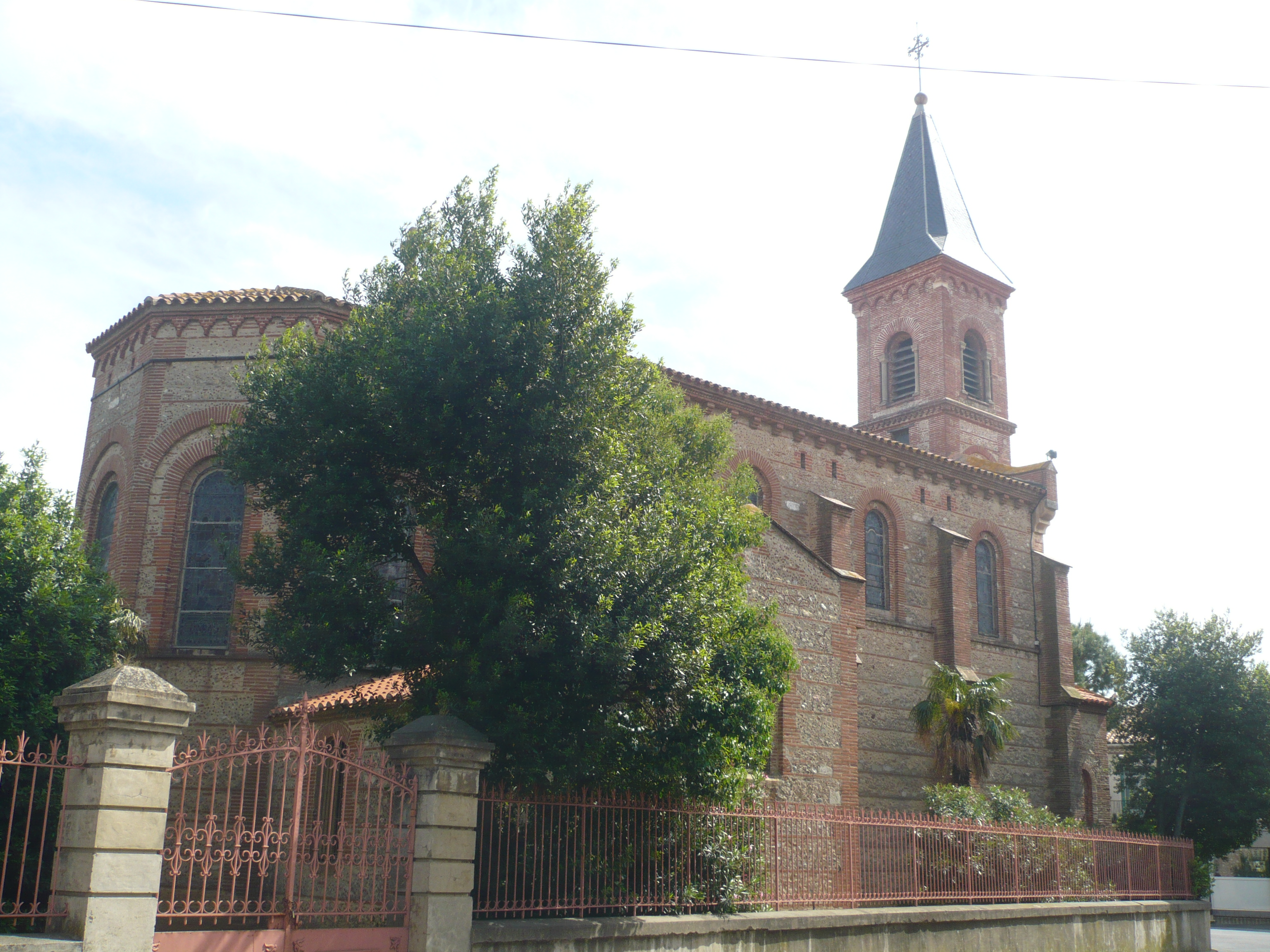
Vue d'ensemble de l'église.
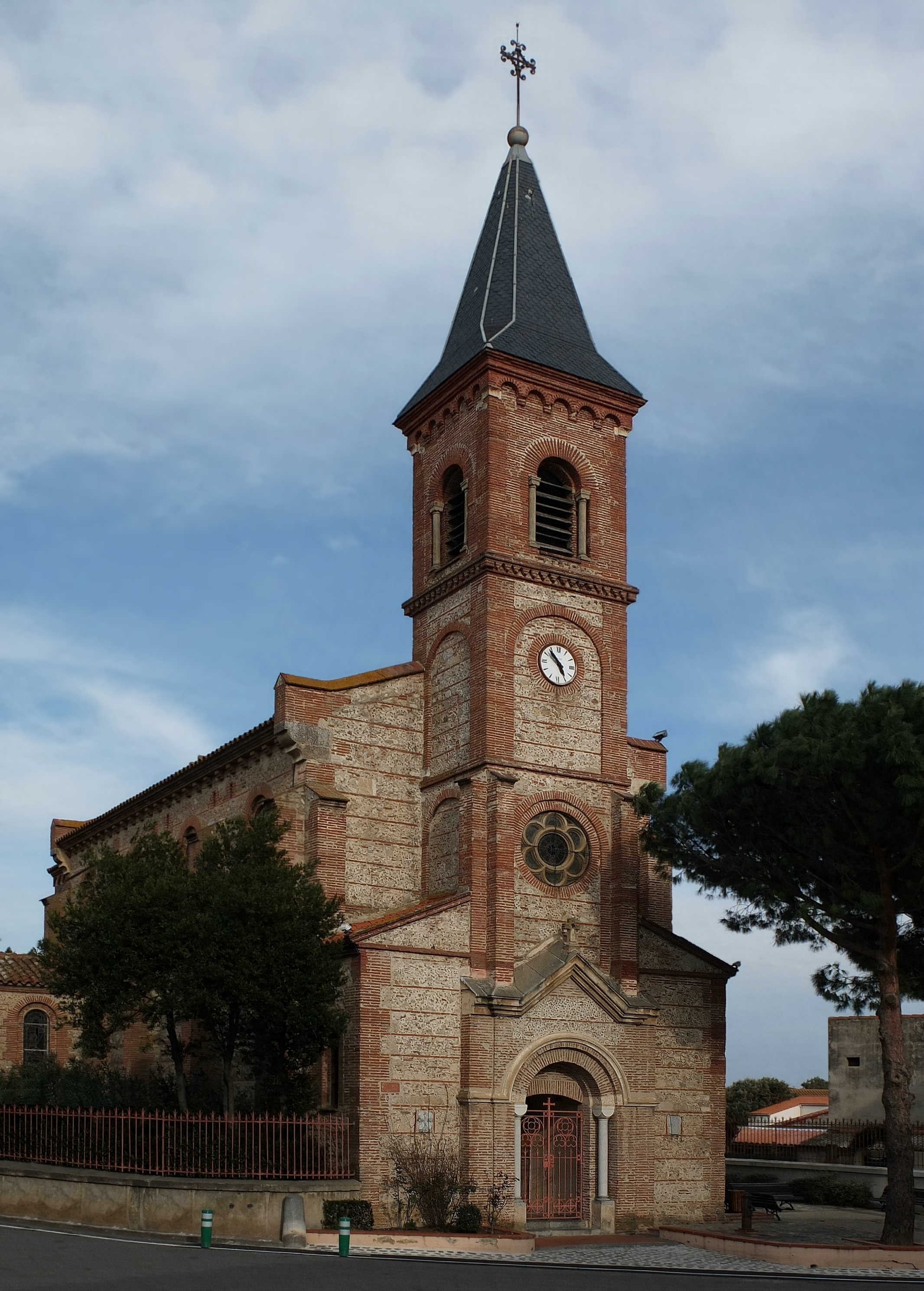
Le clocher de l'église, vue ouest.
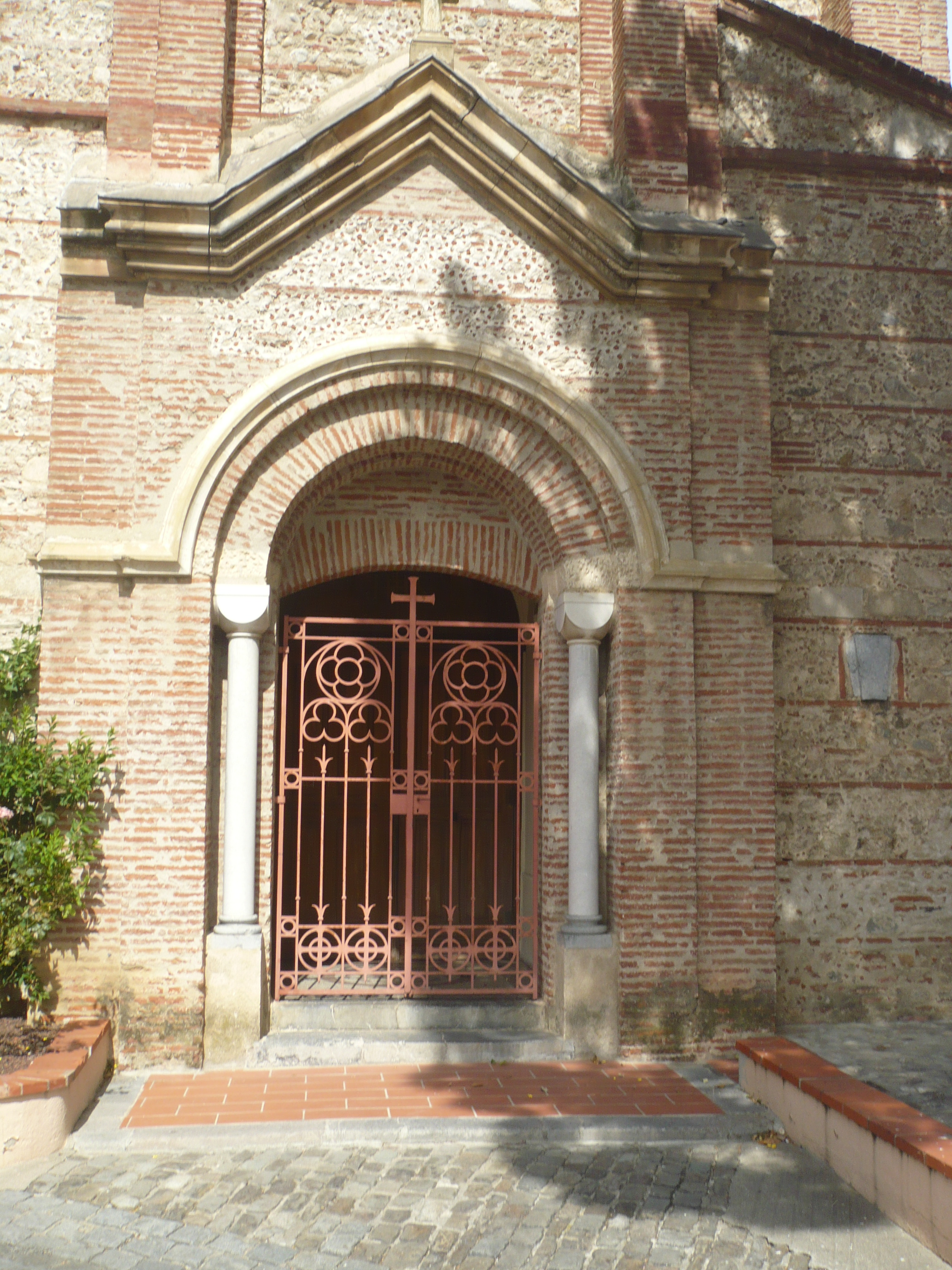
Le portail de l'église.

### Personnalités liées à la commune
- Jean-Louis Vigier (1914-1992) : animateur du réseau Maurice dans la Résistance, député puis sénateur de Paris, né à Corneilla-del-Vercol ;
- Pierre Jonquères d'Oriola (1920-2011) : champion olympique d’équitation né et mort à Corneilla-del-Vercol.

### Héraldique
| Blason de Corneilla-del-Vercol | Blason  | D'azur aux trois cornets droits, posés en fasce et rangés en pal. |
| Blason de Corneilla-del-Vercol | Détails | Le statut officiel du blason reste à déterminer.                  |